# Johan Magnus Wikström
Johan Magnus Wikström (i riksdagen kallad Wikström i Torp), född 5 maj 1818 i Kville församling, Göteborgs och Bohus län, död 29 juni 1875 i Naverstads församling, Göteborgs och Bohus län, var en svensk lantbrukare och riksdagsman.